# Lammfleisch

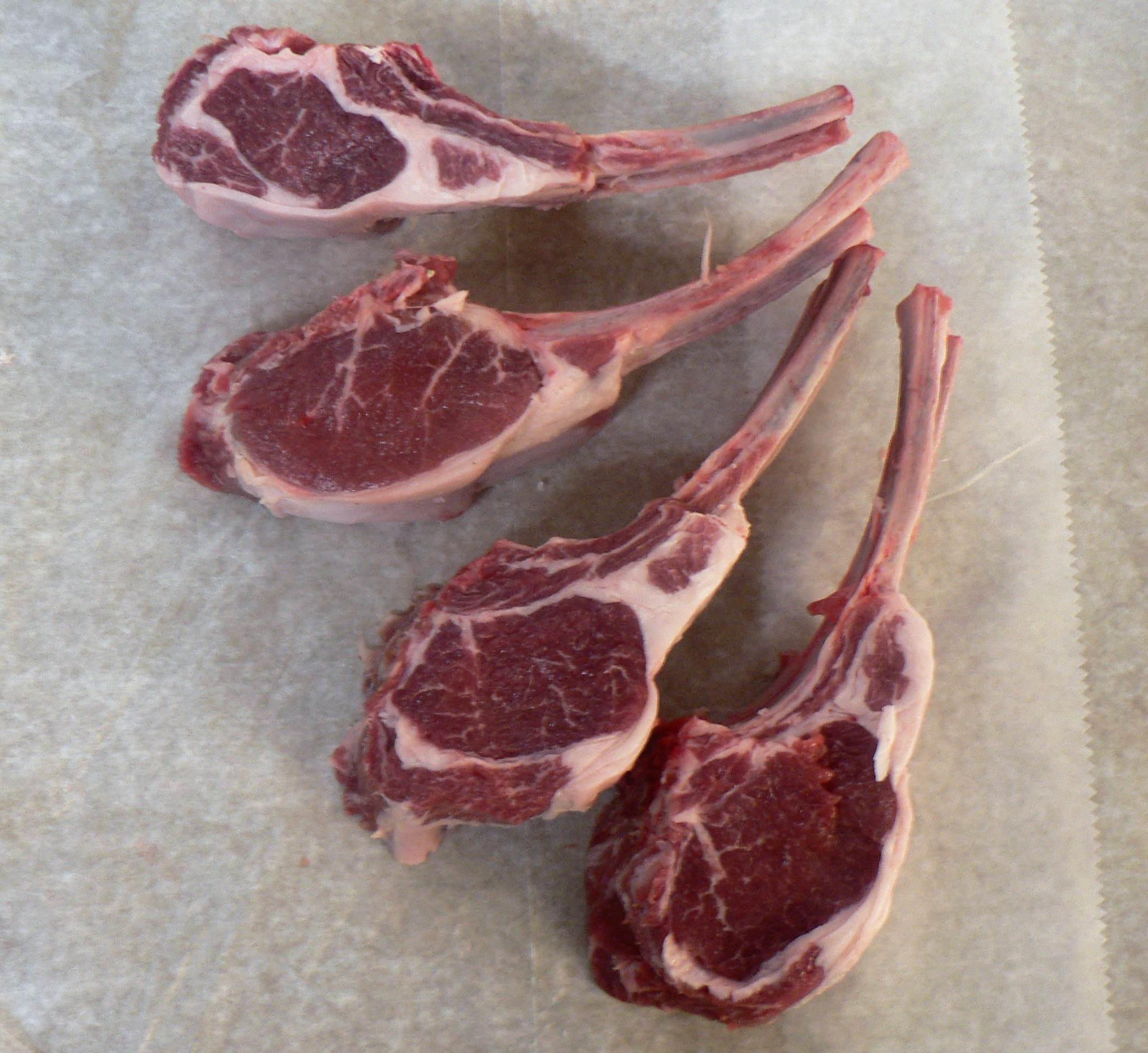
Rohe Lammkoteletts

Lammfleisch, Hammelfleisch und Schaffleisch (regional Schöpsernes oder Lämmernes) bezeichnet das Fleisch von Schafen. Die unterschiedlichen Bezeichnungen kennzeichnen das Alter: Lammfleisch stammt von Tieren, die jünger sind als ein Jahr, Hammelfleisch von kastrierten Böcken und Schaffleisch von Tieren, die das Lammalter verlassen haben, also älter als ein Jahr sind.

## Qualitäten
- Lämmer werden geschlachtet, bevor sie zwölf Monate alt sind. Unterschieden wird zwischen:
  - Milchlamm, das mindestens acht Wochen alt, aber nicht älter als sechs Monate ist. Sein Fleisch ist besonders hell. Da Milchlämmer noch kaum Gewicht aufweisen, ist die Schlachtung heutzutage meist teurer als der Fleischpreis. Daher sind Milchlämmer, die in manchen Regionen wegen ihres zarten Fleisches als Spezialität gelten, selten anzutreffen.
  - Mastlamm, das bis zu einem Jahr alt ist und mit energiereichem Futter, meist in Ställen zu einem Schlachtgewicht gefüttert wird. Die Gabe von Kraftfutter (Mais, Getreide) verringert im Vergleich zu mit Gras und Heu gefütterten Tieren die Fleischqualität.
- Jungschaf wird ein Lamm genannt, das im zweiten Lebensjahr geschlachtet wurde.
- Hammel sind kastrierte männliche Schafe. Da die Kastration heutzutage von einem Tierarzt durchgeführt werden muss, überschreiten die dafür erforderlichen Ausgaben meist den üblichen Fleischpreis. Hammelfleisch ist daher selten anzutreffen.
- Schafsböcke sind männliche nicht kastrierte Tiere, die älter als ein Jahr sind. Ihr Fleisch unterscheidet sich in der Regel nicht von dem der weiblichen Tiere. Im Herbst, zur Brunstzeit, kann es streng schmecken.

Die Rasse des Schafs und dessen Haltung spielen eine wichtige Rolle für die Fleischqualität.
Rassen, die auf die schnelle Zunahme des Schlachtgewichts gezüchtet werden, bilden Fett. Das Fett weist den schaftypischen Eigengeschmack auf. Je älter ein Tier wird, umso stärker tritt der Eigengeschmack im Fett auf, deshalb wird die Schlachtung im Lammesalter bevorzugt. 
Rassen, die ihre Ursprünglichkeit behalten haben wie Heidschnucken und Skudden, bilden ein wildbretartiges Fleisch. Diese Rassen sind auf Genügsamkeit ausgelegt und vertragen keine Mast.
Schafe, die im Weidegang gehalten und mit Gras und Heu gefüttert werden, weisen einen deutlich milderen Eigengeschmack auf als Gemästete. 
Die Schäferei in Deutschland basiert meist auf zwei Standbeinen: Zum einen dienen sie der Landschaftspflege durch die Beweidung sonst verwildernder Flächen, zum anderen der Fleischproduktion. Ein drittes Standbein kann die Milcherzeugung sein. Da die Landschaftspflege subventioniert wird und je nach Gegend lukrativ ist, hält kaum eine Schäferei ihre Tiere nur im Stall. So ist der Konsum von Lamm- und Schaffleisch eine Alternative zugunsten einer Ernährung aus artgerechter Haltung und nachhaltiger Fütterung.
Häufig ist Fleisch aus Neuseeland und Australien im Handel anzutreffen. Abgesehen von dem langen Transport des Fleisches, der als unökologisch gilt, lässt die Haltung in diesen Ländern nach deutschen Standards insofern zu wünschen übrig, als das Kupieren der Schwänze ohne Narkose dort ebenso wenig verboten ist wie Mulesing, das Abtrennen der Haut um das Hinterteil.

## Schlachtteile

### Ganzes Lamm
- gefülltes Milchlamm, am Spieß geröstet (Herz, Bries, Leber und Nieren zerkleinert, halbgekochter Reispilaf in die Körperhöhle locker eingefüllt, Öffnungen zugenäht, Beine eng am Körper anbinden, um ihm eine regelmäßige Form zu geben, den Spieß einstechen).[1]

### Nacken
- Hals oder Kamm. Das Fleisch ist mit feinem, weißem Fett durchzogen und sehr saftig.
- Es wird im Stück, mit oder ohne Knochen zum Kauf angeboten.
- Geeignet zum Schmoren von Gulasch oder Nackenbraten und zum Kochen von Suppen, Eintöpfen.

### Brust
- Wird als Brust und Brustspitze im Handel angeboten. Das Fleisch ist mit Fett durchwachsen und saftig.
- Im Stück, mit oder ohne Knochen im Angebot.
- Geeignet zum Kochen von Suppen und Eintöpfen sowie zum Schmoren von Gulasch und gefüllter Lammbrust.

### Schulter
- Wird im Handel auch als Bug oder Blatt angeboten. Schultern ergeben zarte, saftige Fleischstücke.
- Im Angebot als Stück, mit oder ohne Knochen, und in gerollter Form erhältlich.
- Geeignet zum Kochen von Eintöpfen, zum Schmoren von Gulasch, für Rollbraten, Tiroler Lammbraten und zum Grillen von Fleischspießchen.
- Gefüllte Lammschulter kann als gefüllter Rollbraten wie eine Ballotine verschnürt oder als flach gefüllter Braten hergestellt werden, dabei wird die Füllung in eine Tasche gestopft und zugenäht („à la gasconne“ mit Semmelfüllung; „à l'albigeoise“ mit Hack von Schweinefleisch und -leber; „farce double“ mit Fischfüllung).

### Haxen
- Das Fleisch ist sehr saftig, kräftig und kernig im Geschmack.
- Im Handel wird es im Stück mit Knochen angeboten.
- Ideal zum Braten und Schmoren
- Lammhaxe wird bei Köchen als Lammstelze bezeichnet, auf frz. souris d’agneau.

### Koteletts
- Es gibt Stielkoteletts aus dem vorderen Teil des Rückens mit den Rippenenden, und es gibt Lendenkoteletts (mit anhaftendem Filet) aus dem hinteren Teil. Das Fleisch beider Arten ist sehr saftig und zart. Die Scheiben vom ausgelösten Kotelettstrang nennt man auch Lamm-Chops.
- Die sehr kleinen Lendenkoteletts werden meist nur doppelt, als so genannte Schmetterlingskoteletts angeboten. Die Stielkoteletts sind einzeln erhältlich.
- Ideal zum Kurzbraten und Grillen.

### Rücken
- Auch Lammkarree oder Lammlachs, enthält das zarteste Fleisch vom Lamm. Er liefert sowohl Lammkoteletts als auch saftige Bratenstücke.
- Im Angebot als Stück, mit oder ohne Knochen, als Lammkarree, Lammrückenfilets und Lammfilets.
- Bestens geeignet zum Kurzbraten, Grillen, Braten im Ofen und zum Schmoren von Lammrückenfilet.
- Lammkrone ist eine festliche Zubereitungsform.

### Dünnung
- Die Dünnung ist der Bauchlappen, ein flaches, durchwachsenes Fleischstück.
- Zu kaufen im Stück, mit oder ohne Knorpel und Rippen, auch als Rollbraten zu bekommen.
- Geeignet zum Kochen von Ragouts, Eintöpfen, Suppen, zum Schmoren von Gulasch und Rollbraten.

### Keule (Gigot)
- Die Lammkeule (Schlegel) ist mager, zart und fleischig. Das beste Bratenstück vom Lamm.
- Wird im Stück, mit oder ohne Knochen und in Scheiben geschnitten zum Verkauf angeboten.
- Bestens geeignet zum Grillen von Steaks und Fleischspießen, zum Braten und als Gulasch.

## Durchschnittliche Zusammensetzung
Lammfleisch ist aus ernährungsphysiologischer Sicht ein wertvolles Lebensmittel, das viele Vitamine, Mineralstoffe und Proteine enthält. So deckt eine 100-Gramm-Portion Lammfleisch knapp den Tagesbedarf eines Erwachsenen an Vitamin B12 und liefert etwa 20 g Proteine. Der Cholesterin-Anteil ist mit 65 mg pro 100 Gramm Fleisch mit dem von Rindfleisch vergleichbar. Lammfleisch enthält durchschnittlich etwa 180 mg Purine.
Angaben je 100 Gramm essbarem Anteil an Muskelfleisch vom Lamm:
| Bestandteile  |        |
| ------------- | ------ |
| Wasser        | 74,3 g |
| Eiweiß        | 20,8 g |
| Fett          | 3,7 g  |
| Mineralstoffe | 1,2 g  |

| Mineralstoffe |        |
| ------------- | ------ |
| Natrium       | 65 mg  |
| Kalium        | 290 mg |
| Magnesium     | 20 mg  |
| Calcium       | 3 mg   |
| Eisen         | 1,6 mg |
| Kupfer        | 170 µg |
| Zink          | 2,9 mg |
| Selen         | 4 µg   |

| Vitamine                 |         |
| ------------------------ | ------- |
| Thiamin (Vit. B1)        | 150 µg  |
| Riboflavin (Vit. B2)     | 370 µg  |
| Nicotinsäure (Vit. B3)   | 6200 µg |
| Pantothensäure (Vit. B5) | 480 µg  |
| Vitamin B6               | 130 µg  |
| Vitamin B12              | 3 µg    |

| essentielle und semi-essentielle Aminosäuren |         |
| -------------------------------------------- | ------- |
| Arginin 1                                    | 1390 mg |
| Histidin 1                                   | 600 mg  |
| Isoleucin                                    | 1020 mg |
| Leucin                                       | 1690 mg |
| Lysin                                        | 1890 mg |
| Methionin                                    | 530 mg  |
| Phenylalanin                                 | 820 mg  |
| Threonin                                     | 890 mg  |
| Tryptophan                                   | 200 mg  |
| Tyrosin                                      | 820 mg  |
| Valin                                        | 1120 mg |

Der physiologische Brennwert beträgt 491 kJ (117 kcal) je 100 Gramm essbarem Anteil.

## Verbreitung

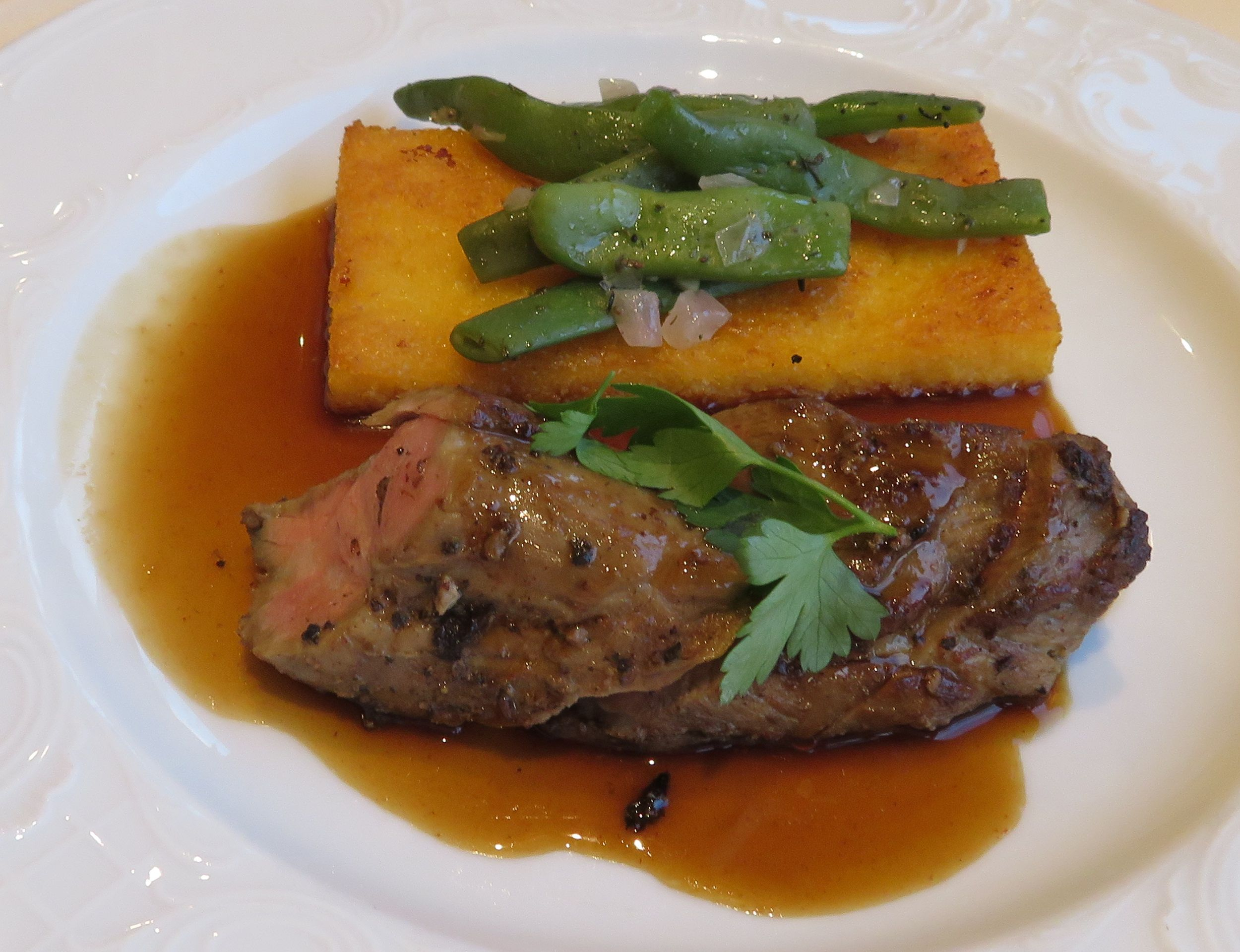
Lammschopf mit Polenta und grünen Bohnen

In Deutschland wird Lammfleisch traditionell wenig gegessen, wenn, dann z. B. als Einlage für Bohneneintopf. Der durchschnittliche Verbrauch für Ziegen- und Schaffleisch pro Kopf lag im Jahr 2020 bei rund einem Kilogramm, wovon rund 0,7 Kilogramm für den menschlichen Verzehr bestimmt waren. Zum Vergleich: der gesamte Fleischverbrauch lag 2020 bei rund 57,33 Kilogramm pro Kopf.
Sehr viel beliebter ist Lammfleisch in den Küchen des Mittelmeerraums, besonders denen des Nahen Ostens und Nordafrikas. In diesen seit langem waldarmen und trockenen Gegenden lassen sich Schweine und teilweise auch Rinder, anders als Schafe und Ziegen, nicht wirtschaftlich halten. Zudem gilt Schweinefleisch im Judentum und Islam als unrein und ist entsprechend in Israel und im islamischen Kulturkreis wenig verbreitet.
In Deutschland weit verbreitet ist das türkische Imbissgericht Döner Kebab, das häufig auf Lamm- und Kalbfleisch, alternativ dazu oft auch auf Hähnchen oder anderen Fleischsorten basiert.
Der Konsum von Lamm- oder Schaffleisch aus regionaler Produktion stellt durchaus eine Alternative für eine Ernährung aus artgerechter Haltung und nachhaltiger Fütterung dar.

## Zubereitung

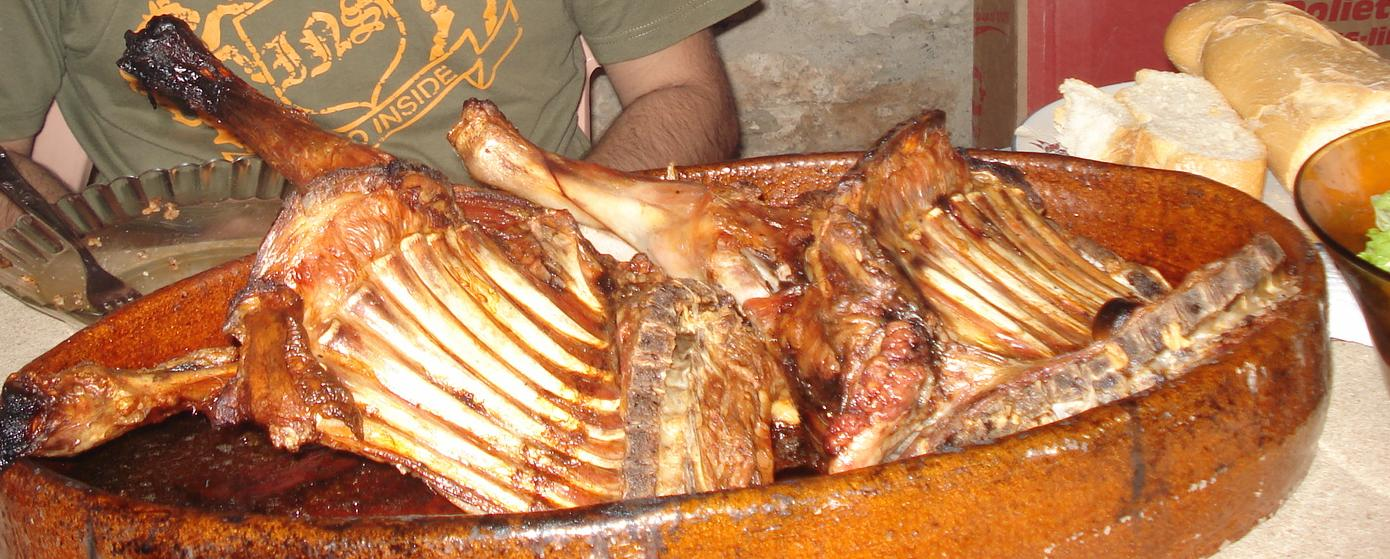
Geröstetes Lamm

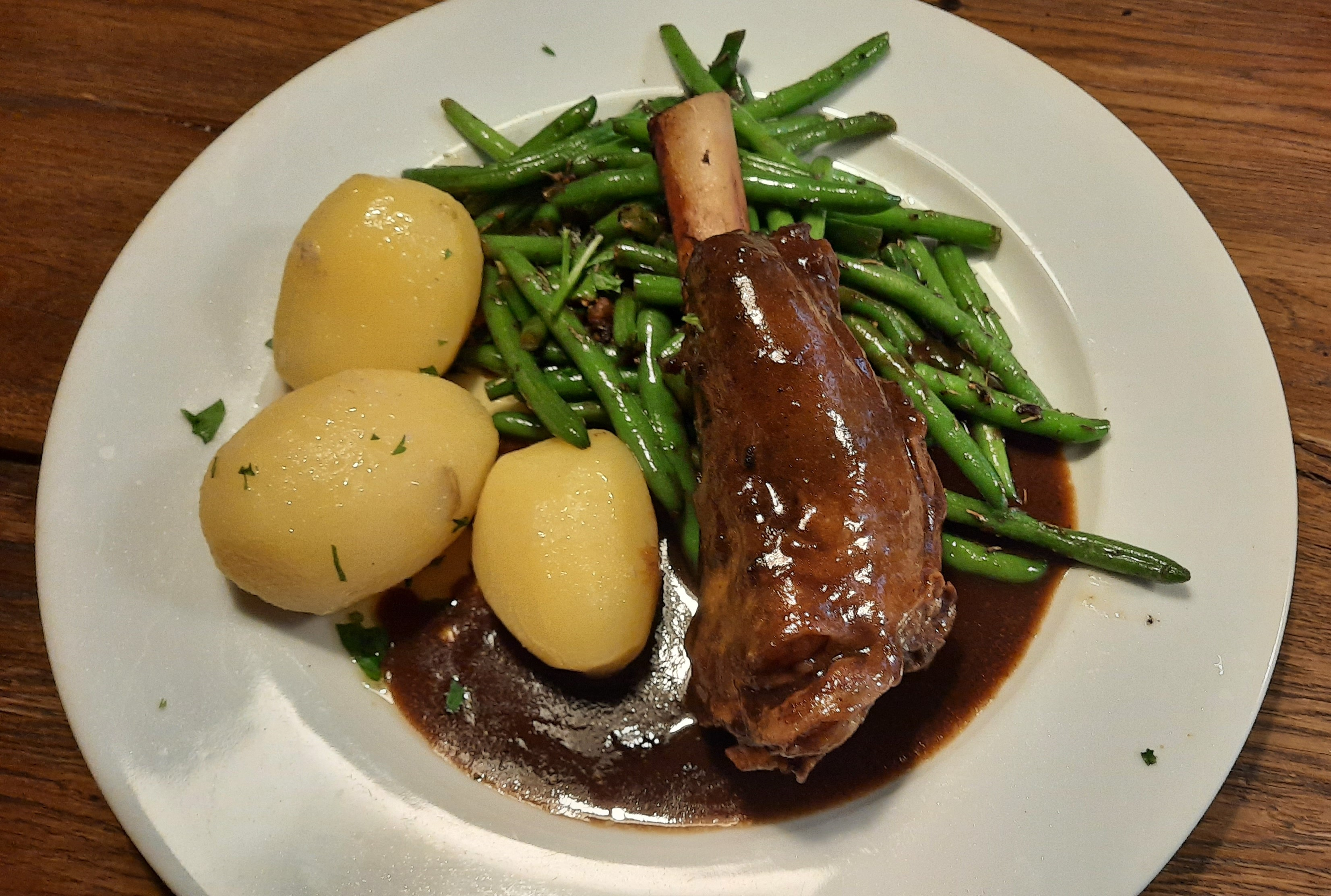
Lammhaxe mit Bohnen

Lamm- und Schaffleisch wird auf unterschiedliche Weise zubereitet, z. B. durch Braten, Grillen, Kochen, und Schmoren. Gegessen wird es als Einlage in Suppen, Filet, Kotelett, Fleischspieß, Ragout (z. B. Irish Stew) oder auch als Rollbraten. Gewürzt wird Lammfleisch zumeist mit Knoblauch, Wacholderbeeren, Thymian, Rosmarin, Estragon, Oregano, Majoran, Paprika, Pfeffer, Curry oder Lorbeerblättern. Man kann es jedoch auch in Buttermilch, Essig, Rotwein oder Weißwein marinieren. In der englischen Küche wird das Lammfleisch gerne mit Minzsauce angerichtet.